# ساوتهيل (بيدفوردشير)
ساوتهيل (بالإنجليزية: Southill, Bedfordshire)‏ هي قرية و أبرشية مدنية تقع في المملكة المتحدة في إنجلترا. يقدر عدد سكانها بـ 1,141 نسمة .